# Havot
Havot war ein französisches Volumenmaß für Getreide. Das Maß galt in der Region Lille. Bekannt ist es seit der Französischen Revolution. Die Herkunft des Begriffes ist nicht einwandfrei belegbar. Havot kann aber mit Topf übersetzt werden, und es war ein Viertel vom Rasière, dessen Volumen um Lille etwa 70 Liter betrug.
- 1 Havot = 17,53 Liter